# Miłko Popczew
Miłko Popczew, bułg. Милко Попчев (ur. 11 listopada 1964) – bułgarski szachista, arcymistrz od 1998 roku.

## Kariera szachowa
W latach 90. należał do szerokiej czołówki bułgarskich szachistów, dwukrotnie (1992, 1998) reprezentując swój kraj na szachowych olimpiadach. Wielokrotnie startował w finałach indywidualnych mistrzostw Bułgarii, w 1985 dzieląc II-V miejsce, a w latach 1992 i 1999 – IV-V miejsce.
Do sukcesów Miłko Popczewa w turniejach międzynarodowych należą:
- dz. II m. w Nowym Sadzie (1986, za Siergiejem Smaginem, wspólnie z Dušanem Rajkoviciem),
- dz. I m. w Čačaku (1991, wspólnie z Siergiejem Smaginem),
- dz. III m. w Mondariz (1994, za Giorgi Giorgadze i Władimirem Dimitrowem, wspólnie z m.in. António Antunesem i Amadorem Rodríguezem Céspedesem),
- I m. w Kragujevcu (1995),
- dz. I m. w Jagodinie (1998, wspólnie z Dejanem Anticiem),
- II m. w Genui (2001, za Eraldem Dervishim),
- dz. II m. w Belgradzie (2001, za Slavišą Marinkoviciem(inne języki), wspólnie z Nebojšą Nikčeviciem, Marko Živaniciem(inne języki) i Dejanem Anticiem),
- dz. I m. w Belgradzie (2002, wspólnie z Boško Abramoviciem),
- dz. II m. w Taranto (2002, za Normundsem Miezisem, wspólnie z Gojko Laketiciem(inne języki)),
- dz. I m. w Cannes (2003, wspólnie z m.in. Friso Nijboerem, Christianem Bauerem, Mladenem Palacem i Kimem Pilgaardem(inne języki)),
- dz. II m. w Belgradzie (2003, za Nikolą Đukiciem, wspólnie z Ołehem Romanyszynem, Miroslavem Markoviciem(inne języki), Julianem Radulskim, Dušanem Rajkoviciem i Gieorgijem Timoszenko),
- dz. III m. w Saint-Chély-d’Aubrac (2004, za Manuelem Apicellą i Inną Haponenko, wspólnie z m.in. Didierem Collasem(inne języki) i Andriejem Sokołowem),
- I m. w Pančevie (2005),
- dz. I m. w Mariańskich Łaźniach (2005),
- dz. I m. w Pradze (2005, wspólnie z Andriejem Orłowem, Eduardem Meduną i Karelem van der Weide),
- II m. w Divčibare (2005, za Vladimirem Kosticiem(inne języki)),
- dz. III m. w Brnie (2005, za Tomášem Polákiem i Julianem Radulskim, wspólnie z Viktorem Lázničką i Petrem Neumanem(inne języki)),
- dz. I m. w Pančevie (2005, wspólnie z m.in. Bogomiłem Andonowem)
- II m. w Brnie (2005/06, za Bogomiłem Andonowem),
- dz. II m. w Saint-Affrique (2006, za Jeanem-Marcem Degraeve, wspólnie z m.in. Viestursem Meijersem, Krumem Georgiewem, Markiem Hebdenem i Emmanuelem Bricardem),
- I m. w Cesenatico (2006),
- dz. I m. w Pradze (2009, wspólnie z Štěpánem Žilką(inne języki)),
- I m. w Taborze (2009),
- I m. w Karwinie (2009),
- dz. I m. w Staré Město (2009, wspólnie z m.in. Markiem Vokáčem, Wjaczesławem Zacharcowem i Michaiłem Iwanowem(inne języki)).

Najwyższy ranking w karierze osiągnął 1 stycznia 1999, z wynikiem 2513 zajmował wówczas 7. miejsce wśród bułgarskich szachistów.